# Thelma Kalama
Thelma H. Kalama Aiu (geboren 24. März 1931 in Honolulu; gestorben 17. Mai 1999 ebenda) war eine US-amerikanische Schwimmerin.

## Leben und Karriere
Die Tochter von Abraham und Helene Kalama besuchte die Kaimuki High School in Honolulu und trainierte bereits früh bei dem renommierten Schwimmlehrer Soichi Sakamoto.
Eine private Sammelaktion ermöglichte es ihr 1948 nach Detroit zu reisen, um an den US-Ausscheidungen zu den Olympischen Sommerspielen teilzunehmen.
Dort belegt sie sowohl über 100 Meter als auch über 400 Meter Freistil den vierten Platz, der jeweils nicht für die Qualifikation zu Olympia ausreichte. Als Teil der US-amerikanischen 4-mal-100-Meter-Freistilstaffel durfte sie dennoch bei den Spielen in London antreten. Gemeinsam mit Marie Corridon, Brenda Helser und Ann Curtis gewann sie in einer neuen olympischen Rekordzeit von 4:29,2 Minuten die Goldmedaille.
Kalama konnte in ihrer Karriere drei nationale Meisterschaftstitel gewinnen. Zudem hielt sie für einige Zeit den US-amerikanischen Rekord über 400 Meter Freistil.
Nach ihrer Karriere besuchte Kalama die Miami University in Oxford, Ohio und trat den Marines bei, bei denen sie den Rang eines Sergeants erreichte.
Zum Zeitpunkt ihres Todes hatte sie vier Töchter, vier Söhne, neunzehn Enkel und sechs Urenkel.
1998 wurde sie in die Hawaii Sports Hall of Fame und 2002 posthum in die Hawai'i Swimming Hall of Fame aufgenommen.